# 須藤寿 GATALI ACOUSTIC SET
須藤寿 GATALI ACOUSTIC SET（すとうひさし ガタリ アコースティック セット）は、日本の音楽グループである。

## 概要
髭(HiGE)のボーカル、ギターである須藤寿のソロプロジェクト。”GATALI”は”弾き語り”から”弾き”を引いた”語り”を意味している。
ライブではメンバー3人のアコースティックセットまたはメンバー5人のバンドセットでの演奏となる。
公式な活動開始は2012年2月17日の初公演からであるが、前年の2011年9月23日に配信されたDOPING PANDAのネットラジオ番組「The idiot Radio」にゲスト出演した須藤が、自らはギターを弾かず歌とおしゃべりに専念するソロ活動を来年には行いたいと既に語っていた。

## メンバー
- 須藤寿（すとう ひさし、本名：須藤寿史）ボーカル

茨城県水戸市出身。髭(HiGE)のボーカル、ギターを務める。
- 長岡亮介（ながおか りょうすけ）ギター

千葉県出身。ペトロールズのボーカル、ギターを務める。
- 中込陽大（gomes）（なかごめ ようた（ゴメス））キーボード

東京都出身。初公演から2016年までのLIVE及び1stミニアルバムのレコーディングに参加。その後2023年のLIVE『離島東京』から参加。FABのボーカル、キーボードを務める。
- ケイタイモ（けいたいも、本名：田辺啓太）ベース

静岡県出身。WUJA BIN BIN のベースを務める。
- 伊藤大地（いとう だいち）ドラムス

東京都出身。グッドラックヘイワのドラムスを務める。
- 野村卓史（のむら たくじ）キーボード

山口県出身。2017年から2019年までのLIVEに参加。グッドラックヘイワのキーボードを務める。

## ディスコグラフィー

### 配信限定シングル
- 真夏の夜の夢／サンシャイン(sunset) (2013年8月8日) オフィシャルグッズの「配信ダウンロードパス付きクリコ缶バッジ」による販売

1. 真夏の夜の夢
2. サンシャイン(sunset)

- ラブヘイト／スーゴメって10回言ってごらん (2015年3月23日) オフィシャルグッズの「配信ダウンロードパス付きクリコ缶バッジ」による販売

1. ラブヘイト
2. スーゴメって10回言ってごらん

- Exit Club (2019年3月20日)

1. Exit Club

- 離島 (2023年6月28日)

1. 離島

- オノマトペ (2023年12月20日)

1. オノマトペ

## ミュージックビデオ
| 監督   | 曲名                                             |
| (不明) | 「ウィークエンド -Theme From The Great Escape-」 |

## ライブ・ツアー

### 出演イベント
- 2012年07月31日(火) -『響鳴2012』(音霊 OTODAMA SEA STUDIO)（出演：須藤、長岡、gomes）
- 2012年08月02日(木) - VINTAGE ROCK & 渋谷WWW presents『裸の王様 wear.1』(渋谷WWW)（出演：須藤、長岡、gomes）
- 2013年04月27日(土) -『ARABAKI ROCK FEST.13』(みちのく公園北地区エコキャンプみちのく)（須藤、長岡、gomesと佐々木健太郎（アナログフィッシュ）で「須藤寿 ARABAKI SESSIONS」として出演）
- 2013年08月13日(火) -『騒々しい渋谷』(shibuya eggman)（出演：須藤、長岡、gomes）
- 2014年10月12日(日) -『とぶ音楽祭 2014』(所沢航空記念公園野外ステージ)（出演：須藤、長岡、gomes）
- 2014年11月16日(日) -『GOOD VIBRATIONS』(恵比寿 STUDIO38)（須藤、gomesで「須藤寿 with gomes」として出演）
- 2015年05月05日(火) -『鴬谷 HOT ACOUSTICS』(東京キネマ倶楽部)（出演：須藤、長岡、gomes）
- 2017年03月25日(土) -『IMAIKE GO NOW 2017』(名古屋 BLcafe)（出演：須藤、長岡、ケイタイモ、伊藤、野村）
- 2019年03月23日(土) -『IMAIKE GO NOW 2019』(名古屋 BOTTOM LINE)（出演：須藤、長岡、ケイタイモ、伊藤、野村）
- 2022年02月23日(水祝) -『瀬戸内JAM』(岡山県玉野市 宇野港第一突堤)（出演：須藤、長岡、ケイタイモ、伊藤、會田"アイゴン"茂一）
- 2022年10月22日(土) -『hoshioto Camp 22』(岡山県井原市 葡萄浪漫館)（出演：須藤、長岡、會田"アイゴン"茂一、ニューリー）

## エピソード

### カバー曲
- LIVEでは「須藤寿 GATALI ACOUSTIC SET」の曲、髭(HiGE)のカバー曲以外にも、ほぼ毎回他アーティストのカバー曲を演奏している。これまでに演奏されたカバー曲は、『学園天国』(フィンガー5)、『ひこうき雲』(荒井由実)、『やさしさに包まれたなら』(荒井由実)、『元気を出して』(竹内まりや)、『あの時君は若かった』(ザ・スパイダース)、『赤いスイートピー』(松田聖子)、『悲しくてやりきれない』(ザ・フォーク・クルセイダーズ)、『つけまつける』(きゃりーぱみゅぱみゅ)、『Theme From A Teenage Opera』(Mark Wirtz Orchestra)、『Yes it is』(The Beatles)、『I'm only sleeping』(The Beatles)、『Nowhere Man』(The Beatles)、『This Boy』(The Beatles)、『Light My Fire』(The Doors)、『Smells Like Teen Spirit』(Nirvana)、『About a girl』(Nirvana)、『Anna Lee, The Healer』(ザ・ビーチ・ボーイズ)、『Tell Me Why』(Neil Young)、『Can't take my eyes off you（邦題「君の瞳に恋してる」』(Boys Town Gang)、『Wonderful Chirimastime』(Paul McCartney)、『歌うたいのバラッド』(斉藤和義)、『アトムの子』(山下達郎)、『スローなブギにしてくれ』(南佳孝)、『君に、胸キュン。』(YMO) 、『SIDE BY SIDE』(ペトロールズ)、『Lovely Day』(Bill Withers)、『さよならの向う側』(山口百恵)、『コーヒールンバ』(井上陽水)、『上を向いて歩こう』(坂本九)、『夏の終わりのハーモニー』(井上陽水・安全地帯)、『ルビーの指環』(寺尾聰)、『愛は勝つ』(KAN)、『ほうろう』(小坂忠)、『I Am The Walrus』(The Beatles)、『for you…』(髙橋真梨子)、『キャンディ』(原田真二)、『忘れられた Big Wave』(サザンオールスターズ)などがある。